# Saudi Binladin Group
Saudi Binladin Group (SBG; em árabe: مجموعة بن لادن السعودية Maǧmūʿat Bin Lādin al-Saʿūdiyyah) é um conglomerado multinacional de empresas pertencentes a Família bin Laden. Sua sede é na cidade de Jeddah, na Arábia Saudita e sua principal atividade é na área de construção. A empresa foi fundada em 1931 pelo xeque Muhammed bin Laden.
Em setembro de 2015, um dos guindastes da empresa ocasionou a morte de dezenas de peregrinos na Grande Mesquita de Meca.

## Ligação externa
- Saudi Binladin Group website
- Bin Laden Group no Sourcewatch